# Ateneo Sueco del Socorro
El Ateneo Sueco del Socorro es una institución cultural situada en la calle del Sequial número 4 de Sueca (Valencia) España. Fundado en 1869. Su fin inicial fue el de crear un centro cultural donde los obreros pudiesen acercarse culturalmente a las clases más altas de la sociedad para reducir las barreras sociales.

## Edificio
Es la obra más representativa del art déco valenciano y del modernismo valenciano en Sueca. El edificio presenta características de estilo art déco pero también algunas del modernismo valenciano. Se halla entre los edificios más singulares de Sueca, tanto en su exterior como en sus espacios interiores.
El proyecto del edificio es obra del arquitecto suecano Juan Guardiola y data de 1927, aunque las obras no finalizarían hasta el año 1929.
A principios de la década de los años 1920 la entidad tenía su sede alquilada y se encontraba en mal estado. Es entonces cuando se plantea la construcción de un edificio para sede permanente de la entidad. En el año 1926 el presidente del Ateneo, Josep Llerandi Núñez, inició los trámites para comprar tres casas en la calle Sequial con el objetivo de derribarlas y empezar las obras de la nueva sede de la sociedad, que durarian desde 1927 hasta 1929. 
Las obras se financiaron con la venta de participaciones a los socios y aquellos que no podían pagar su participación ofrecían su trabajo en la construcción, cosa que demuestra el elevado grado de implicación existente. El proyecto de Juan Guardiola ganó un Segundo Premio en la Exposición Regional de Bellas Artes de Valencia en 1934.